# Museo Nacional de Cracovia
El Museo Nacional de Cracovia (en polaco: Muzeum Narodowe w Krakowie, abreviado como MNK) fue creado en 1879, es la rama principal del Museo Nacional de Polonia, el cual tiene varias ramas independientes con colecciones permanentes alrededor del país. El museo consta de 21 departamentos que están divididos por periodos de arte; 11 galerías, 2 bibliotecas y 12 talleres de conservación. Alberga unos 780.000 objetos de arte, abarcando desde arqueología clásica hasta arte moderno, destacando la pintura polaca.

## Ubicación
El Museo Nacional de Cracovia estuvo en primer lugar situado en el piso superior del edificio renacentista de la Lonja de los Paños, localizada en la plaza del Mercado en el centro histórico de Cracovia, ahora sede de una de sus divisiones en la ciudad. La construcción del Edificio Principal Nuevo de estilo contemporáneo localizado en calle Maja número 3 comenzó en 1934, pero fue interrumpido por la Segunda Guerra Mundial. Algunas salas fueron abiertas en 1970, aunque no  se terminó completamente hasta 1992, tras el la caída del comunismo. La colección, que consta de varios cientos de miles de obras en total, la mayoría están ubicados en el edificio Principal donde también se encuentran las oficinas administrativas, aunque también están repartidas en nueve ramales de la ciudad.
Durante la Segunda Guerra Mundial la colección fue expoliada por las fuerzas nazis invasoras. Después de la guerra el gobierno polaco recuperó muchas de las obras robadas por los alemanes. Aún se encuentran faltan más de 1.000 obras, incluyendo El combate entre don Carnal y doña Cuaresma (las autoridades polacas alegan que fue robado en 1939 por los invasores alemanes, fue sacado del país y vendido en Viena, y actualmente reside en el Museo de Historia del Arte de Viena) de Pieter Bruegel el Viejo (donado al museo en 1937 por Stanisław Ursyn-Rusiecki) y muchas otras obras.

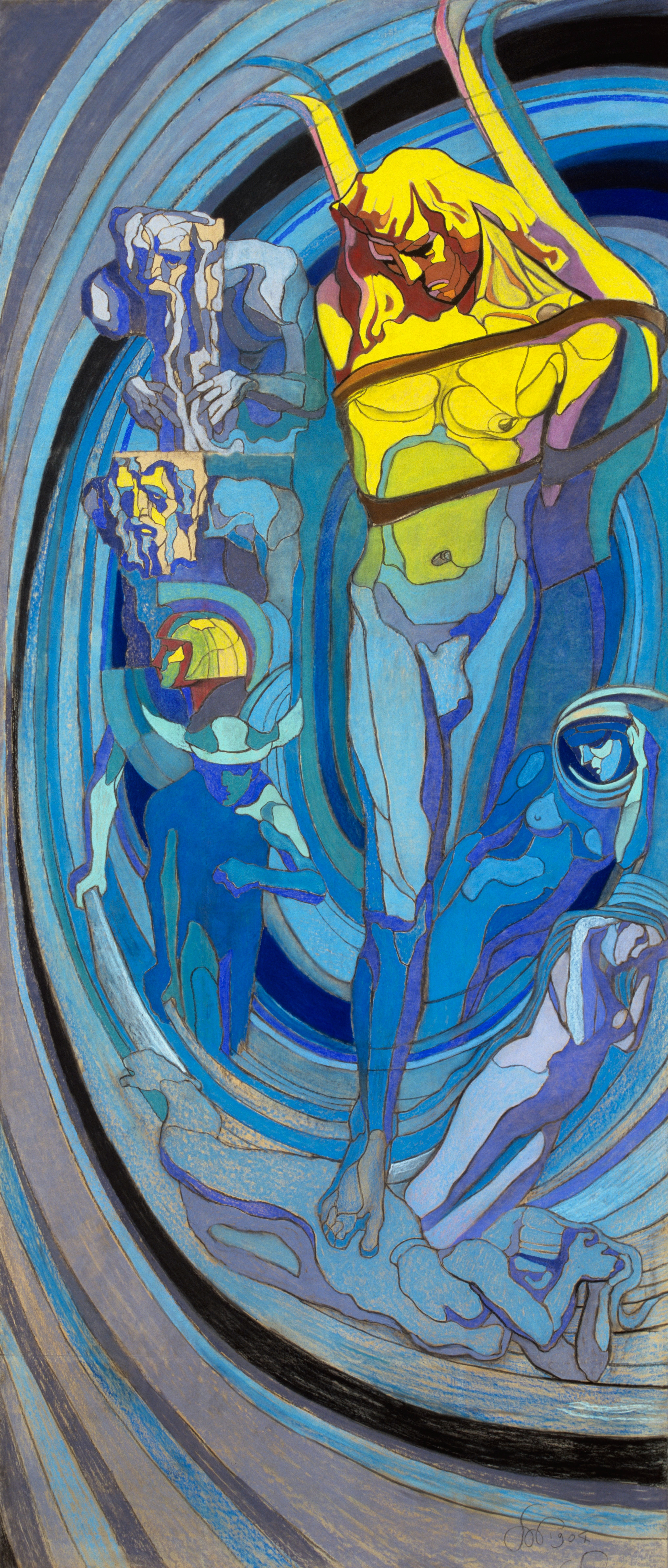
Sistema Solar Apolo - Copérnico de Stanisław Wyspiański, 1904

## Colección
El edificio Principal presenta la recién renovada Galería Superior del Vigésimo Siglo de Arte Polaco, una de las galerías más grandes de pintura y escultura de finales del siglo XIX en Polonia, con obras de arte de Jacek Malczewski, Leon Wyczółkowski, Włodzimierz Tetmajer; una colección extensa de trabajos por Stanisław Wyspiański; y también obras del periodo de entreguerras y postguerraː cubistas polacos, expresionistas, coloristas, la vanguardia de los años 1930 y representantes de Nuevas Direcciones de los años 1960.

### Militaria
El edificio Principal tiene una gran exhibición de militaria que va desde el siglo XII al siglo XX, incluyendo armaduras polacas de los siglos XVI y XVII, sables polacos, armas de fuego, monturas y gualdrapas, uniformes militares del siglo XVIII al siglo XX, órdenes militares, medallas y distinciones. Los terrenos de museo también incluyen una colección de armas de Europa Occidental y Oriental. 

### Artes decorativas
En la Galería de Artes Decorativas y Artesanía se exhiben artefactos de oro, plata y piedras preciosas que varían desde el siglo XII al siglo XVIII; cobre, peltre y objetos de hierro como cuencos y petos de hierro forjado; mobiliario viejo, instrumentos musicales, relojes, cerámica y cristal, destacan las vidrieras de las iglesias de Cracovia. El museo alberga una de las colecciones más grandes de alfombras antiguas polacas y orientales, así como una colección de atuendos del siglo XVI al siglo XX.

## Ramales del museo

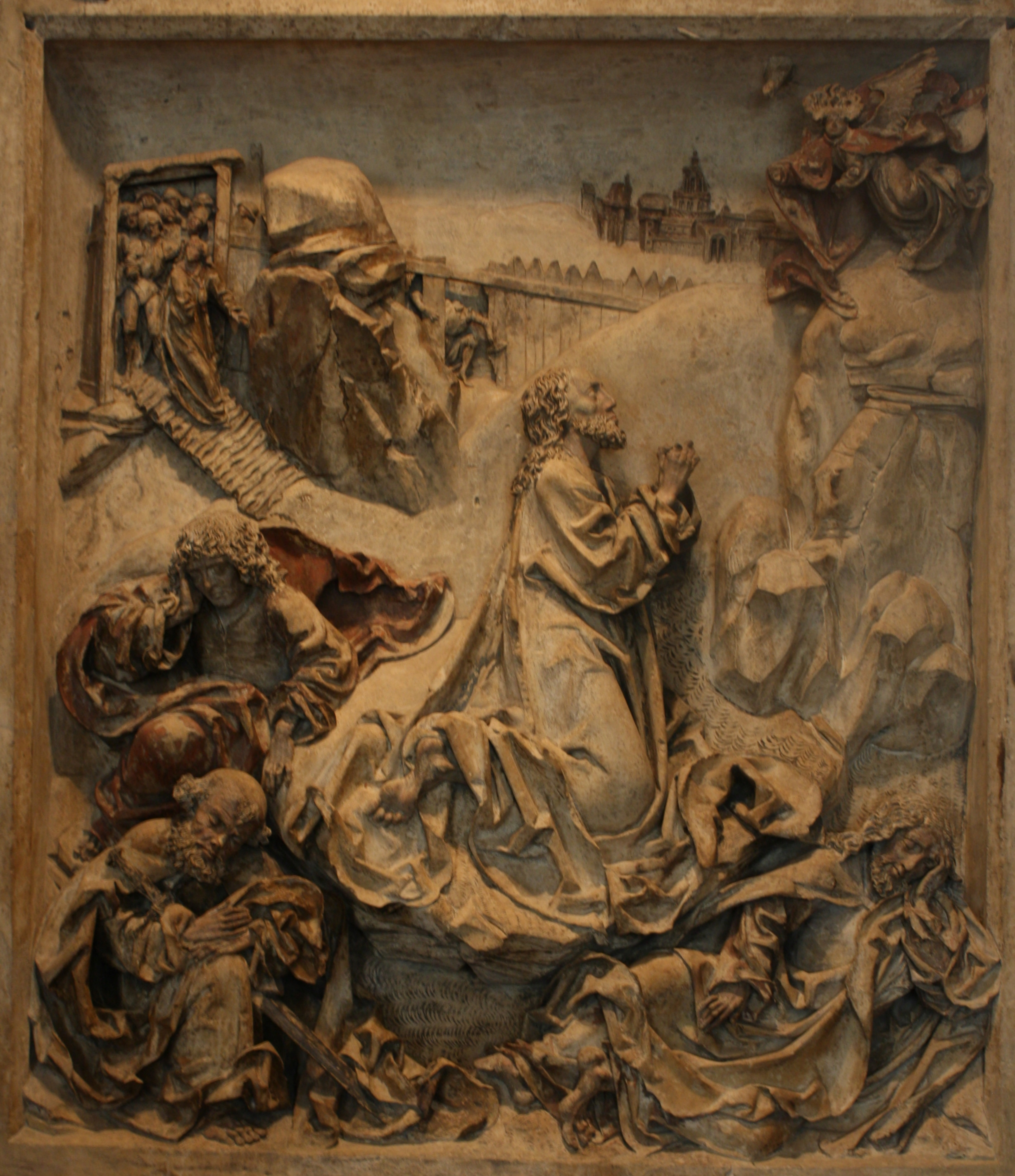
Cristo en el Jardín de Getsemaní, bajorrelieve de Veit Stoss.

- El edificio Principal, en calle Maja n.º 3, albergando casi 500 obras de artistas los principales artistas modernos de Polonia.
- Galería del siglo XIX de Arte polaco en la Lonja de los Paños, con la colección de algunas de las pinturas más representativas del Movimiento Joven Polonia, incluyendo escultura.
- El Museo Czartoryski y el Arsenal, conocido mundialmente por albergar la pintura de Leonardo de La dama del armiño. El museo alberga pinturas de otros maestros viejos como un paisaje dramático de Rembrandt.
- Biblioteca Czartoryski
- Museo de Stanisław Wyspiański
- Museo Emeryk Hutten-Czapski
- Mansión de Józef Mehoffer
- Palacio de Erazm Ciołek
- Kamienica Szołayskich
- Mansión de Jan Matejko en Krzesławice
- Museo de Karol Szymanowski en Zakopane

En 2009 se lanzó un nuevo proyecto llamado "Foro del Museo" para promover el arte ubicado delante del edificio Principal. El diseño ganador fue del arquitecto Michal Bernasik.